# Amerika (szuperkontinens)
Amerika a Föld egy korábban egységes kontinensnek tekintett része. Ma általában szuperkontinensnek tartják (lásd még: Eurázsia), amely két különálló kontinenst foglal magába: Észak-Amerikát (ezen belül Közép-Amerikát és a Karibi-szigeteket) és Dél-Amerikát. Amerikát a 15. századi felfedezése óta Újvilágnak is nevezik az európaiak.

## Elnevezése
Amerika nevét Amerigo Vespucci olasz utazóról kapta, aki 1499-től 1504-ig beutazta Dél-Amerika északi és nyugati partvonalát és először jött rá arra, hogy Amerika nem India, hanem új kontinens. 1507-ben Martin Waldseemüller német térképész által közreadott Waldseemüller-térkép az első ismert dokumentum, amely Amerikaként tünteti fel a kontinens nevét, így a földrészt az akkor még felfedezőjének hitt Amerigo Vespucciról nevezzék el. Ugyan nem sokkal később kiderült, hogy a tényleges felfedező Kolumbusz Kristóf (1492) volt, az elnevezés megmaradt. Cristóbal Colón nevét pedig egy ország, Kolumbia, az USA fővárosának hivatalos neve, a District of Columbia, illetve Kanada egy tartománya (Brit Columbia), több város, hegy, gleccser és folyó őrizte meg. Maga az Amerika elnevezés csak a 16. század után terjedt el.

## Földrajza

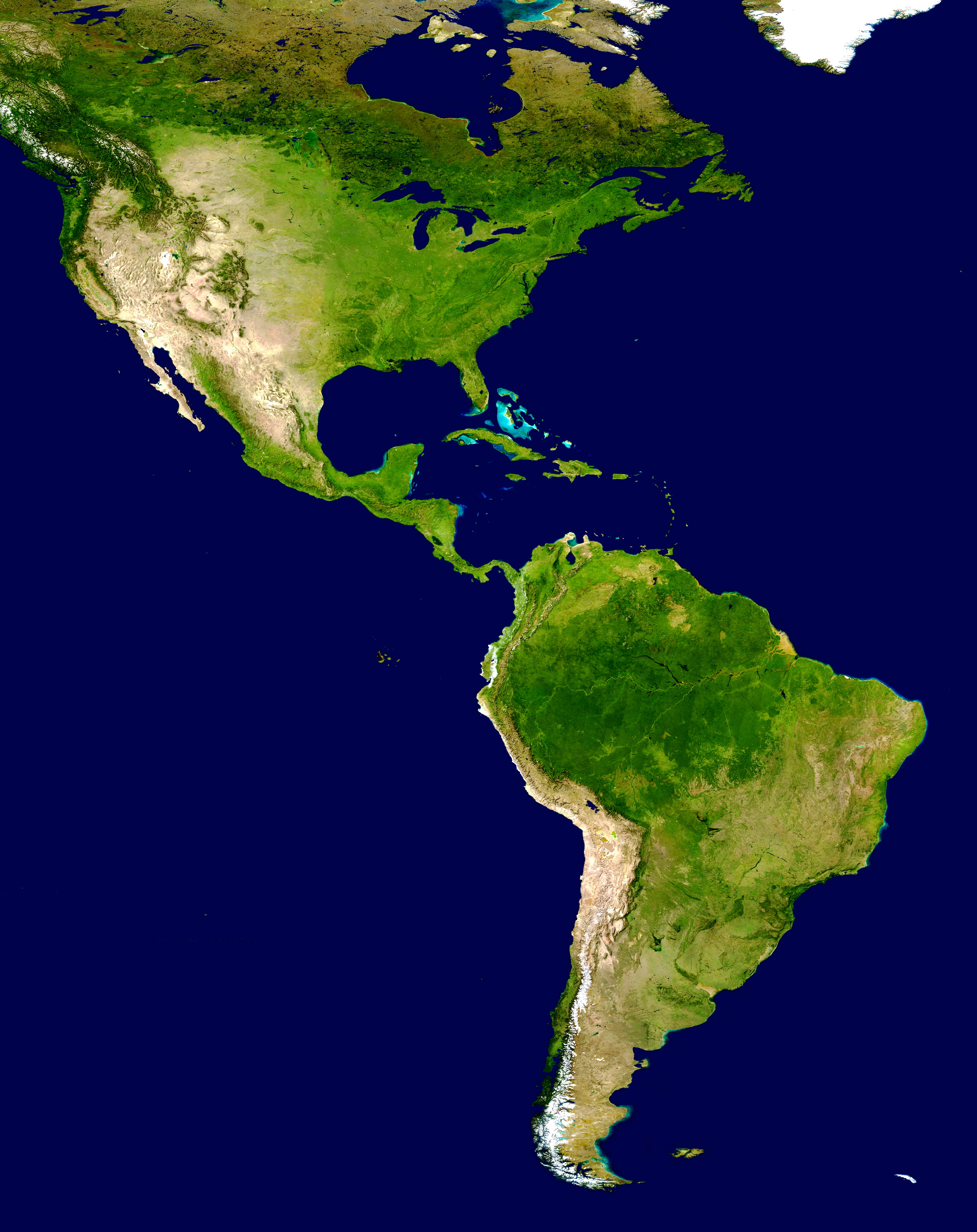
Amerika műholdas képe

### Elhelyezkedése
Amerika hosszúra nyúlt, három részre osztott, de egybefüggő, középütt keskeny földrész a nyugati félgömbön a Csendes- és az Atlanti-óceán között. Noha Amerikát egy földrészként tartjuk számon, voltaképpen három – földrajzilag, gazdaságilag és kulturális értelemben egyaránt – elkülöníthető részből áll: Észak-Amerika, Közép-Amerika és Dél-Amerika alkotják a kontinenst. Összességében Amerika a Föld szárazföldjének nyugati felét alkotja. Óriási, kb. 14 500 km hosszú területe északról délre, az északi szélesség 72°-tól a déli szélesség 56°-ig, tehát 128 – s ha még az arktikus szigetvilágot is ide számítjuk, akkor 139 – szélességi fokon keresztül nyúlik el.
Észak-Amerika az amerikai kontinens északi része, 2 országot sorolunk hozzá: Kanada és az Amerikai Egyesült Államok. Kanadában a hivatalos nyelv az angol és a francia, az USA-ban a domináns nyelv az angol, de széles körben beszélt a spanyol is. Kanada fővárosa Ottawa, az USA fővárosa Washington. Észak-Amerika tagoltabb, mint Dél-Amerika, félszigetei a Labrador, Florida, Alaszkai-félsziget.
Közép-Amerika az amerikai kontinens középső része magába foglal egy keskeny földhidat és a Karib-szigeteket és 21 országot sorolunk hozzá: Mexikó, Belize, Guatemala, Kuba, Haiti, Jamaica, Honduras, a Dominikai Köztársaság, Salvador, Nicaragua, a Bahama-szigetek, Saint Kitts és Nevis, Costa Rica, Panama, Grenada, Barbados, Trinidad és Tobago, Saint Vincent és a Grenadine-szigetek, Saint Lucia, a Dominikai Közösség meg Antigua és Barbuda. Mexikóban a hivatalos nyelv a spanyol, Belizében a hivatalos nyelv az angol, Guatemalában a hivatalos nyelv a spanyol, Kubában a hivatalos nyelv a spanyol, Haitiben a hivatalos nyelvek a francia és a haiti kreol, Jamaicában a hivatalos nyelv az angol, Hondurasban a hivatalos nyelv a spanyol, a Dominikai Köztársaságban a hivatalos nyelv a spanyol, Salvadorban a hivatalos nyelv a spanyol, Nicaraguában a hivatalos nyelv a spanyol, Bahama-szigeteken a hivatalos nyelv az angol, Saint Kitts és Nevisben a hivatalos nyelv az angol, Costa Ricában a hivatalos nyelv a spanyol, még Panamában is a hivatalos nyelv a spanyol, Grenadában a hivatalos nyelv az angol, Barbadosban a hivatalos nyelv az angol, Trinidadban és Tobagoban a hivatalos nyelv az angol, Saint Vincent és a Grenadine-szigeteken a hivatalos nyelv az angol, Saint Luciában a hivatalos nyelv az angol, a Dominikai Közösségben a hivatalos nyelv az angol, még Antiguában és Barbudában is a hivatalos nyelv az angol. Mexikó fővárosa Mexikóváros, Belize fővárosa Belmopan, Guatemala fővárosa Guatemalaváros, Kuba fővárosa Havanna, Haiti fővárosa Port-au-Prince, Jamaica fővárosa Kingston, Honduras fővárosa Tegucigalpa, a Dominikai Köztársaság fővárosa Santo Domingo, Salvador fővárosa San Salvador, Nicaragua fővárosa Managua, a Bahama-szigetek fővárosa Nassau, Saint Kitts és Nevis fővárosa Basseterre, Costa Rica fővárosa San José, Panama fővárosa Panamaváros, Grenada fővárosa St. George’s, Barbados fővárosa Bridgetown, Trinidad és Tobago fővárosa Port of Spain, Saint Vincent és a Grenadine-szigetek fővárosa Kingstown, Saint Lucia fővárosa Castries, a Dominikai Közösség fővárosa Roseau, Antigua és Barbuda fővárosa St. John’s.
Dél-Amerika az amerikai kontinens déli része, 12 országot sorolunk hozzá: Kolumbia, Venezuela, Guyana, Suriname, Ecuador, Peru, Brazília, Bolívia, Paraguay, Uruguay, Chile és Argentína. Kolumbiában a hivatalos nyelv a spanyol, Venezuelában a hivatalos nyelv a spanyol, Guyanában a hivatalos nyelv az angol, Surinameban a hivatalos nyelv a holland, Ecuadorban hivatalos nyelv a spanyol, Peruban a hivatalos nyelv a spanyol, Brazíliában a hivatalos nyelv a portugál, Bolíviában a hivatalos nyelv a spanyol, Paraguayban a hivatalos nyelv a spanyol, Uruguayban a hivatalos nyelv a spanyol, Chilében a hivatalos nyelv a spanyol, Argentínában a hivatalos nyelv a spanyol. Kolumbia fővárosa Bogotá, Venezuela fővárosa Caracas, Guyana fővárosa Georgetown, Suriname fővárosa Paramaribo, Ecuador fővárosa Quito, Peru fővárosa Lima, Brazília fővárosa Brazíliaváros, Bolívia fővárosa La Paz, Paraguay fővárosa Asunción, Uruguay fővárosa Montevideo, Chile fővárosa Santiago de Chile, Argentína fővárosa Buenos Aires. A Galápagos-szigeteket is Dél-Amerikához soroljuk, melyek Ecuadorhoz tartoznak.
Amerika az a földrész, melyet a legtöbb térítő és sarkkör szel át: északról délre haladva az északi sarkkör, a Ráktérítő, az Egyenlítő és a Baktérítő érinti, egyedül a déli sarkkör nem halad át rajta. Feltűnően hasonlít egymásra Észak- és Dél-Amerika: mindkettő délre egy csúcsban végződik. További hasonlatosság az északi és déli földrész között, hogy mindkettő nyugati oldalán, a Csendes-óceán partja mellett hatalmas gyűrődés emelkedik. A két hegyrendszer között az egyiknél és a másiknál is kiterjedt alföldek terülnek el, melyeken jól kifejlődött folyamrendszerek alakultak ki.
Amerikát északon a Beaufort-tenger, keleten az Atlanti-óceán, nyugaton a Csendes-óceán határolja. Legészakibb pontja a Murchison-fok, a 72° északi szélesség és a 93° 40' nyugati hosszúság alatt, legdélibb pedig a Horn-fok a déli szélesség 55° 59' és a 67° 30' nyugati hosszúság alatt. A Horn-fok másik neve: „Üvöltő 60-asok”.
Amerika a második legnagyobb kontinens: 39 000 648 km². A szám soha nem állandó, hiszen a sarkvidék ingadozása miatt a földrész területe változik.
Amerika néhány évszázados fejlődése során sok tekintetben utolérte vagy megelőzte Európát. Magáévá tette az európai, majd sok sajátosságot hozzátéve kialakította a maga amerikai kultúráját – ebben élen jár az Amerikai Egyesült Államok, sőt, mikor amerikai kultúráról beszélünk, elsősorban ennek az országnak a kultúráját értjük alatta, mint ahogy az Amerika szó is a köznyelvben mindenekelőtt az Amerikai Egyesült Államokat jelenti.

### Felszíne
Amerika nyugati oldalán egy 15 000 km hosszan elnyúló hegyláncolat vonul végig (Pacifikus-hegységrendszer). A láncolat részei északról dél felé az Alaszkai-hegység, a Kordillerák (Parti-hegység, Sziklás-hegység (Rocky Mountains), Cascade-hegység, a Sierra Nevada), a Sierra Madre, valamint az Andok. A hegyvonulatban több máig működő vulkán és számos érclelőhely található. Dél felől indulva az Andok (Patagóniai- és Chilei-Andok) zárt láncolat a Darien-öbölig, majd Keleti- és Nyugati Andokra válik szét: a két vonulatot mély medencék sora választja el egymástól.
Amerikának ezzel a nyugati felgyűrődésével szemben keleten csak középmagas röghegységei vannak, mint például északon az Appalache-hegység, aminek széles, száraz völgyeit hajdani gleccserek formálták.
Amerika felszínének kétharmada alföld. Északon és délen ezek a földek voltaképpen sztyeppék (a sztyeppe neve Dél-Amerikában „pampa”), míg középütt fás részek találhatók.

### Vizei
Amerika az óriás folyamok hazája. Fő vízválasztója Észak-Amerikában a Sziklás-hegység, Dél-Amerikában az Andok. Mindkettő a kontinens nyugati részén húzódik végig, így a folyók nagy része közvetve vagy közvetlenül az Atlanti-óceánba vezeti le a felszíni vizeket. A Csendes-óceánba érkező folyók ugyan a több csapadék miatt általában bővizűek, de rövidek. A Jeges-tengerbe ömlő folyók hosszú időre befagynak, gazdasági jelentőségük csekély.
A tágas medencében a sok csapadéknak köszönhetően alakult ki Dél-Amerika óriásfolyama, az Amazonas. Vízgyűjtő területe, vízbősége egyaránt a legnagyobb a Földön. Az Andokban ered három forrásával, majd az Egyenlítőt kísérve széles tölcsértorkolattal éri el az Atlanti-óceánt. Észak-Amerika legnagyobb folyója a Mississippi. Missouri nevű mellékfolyójával együtt óriási mennyiségű hordalékot szállít, és hatalmas deltát építve torkollik a Mexikói-öbölbe. A Szent Lőrinc-folyó hosszú, jól hajózható tölcsértorkolata a világ egyik legforgalmasabb belvízi hajóútja. Észak-Amerikát Közép-Amerikától a Rio Grande választja el, ami az Amerikai Egyesült Államok és Mexikó határán van. Dél-Amerikában hasonlóan hosszú, széles torkolata van a Paraná folyónak. Kikötésre azonban kevéssé alkalmas, mivel a nagy mennyiségű hordalékból zátonyokat épít a híres La Plata torkolatban.
Amerika legjelentősebb tórendszere az észak-amerikai Nagy-tavak, amely a kainozoikumi eljegesedés jege által kimélyített medencékben alakult ki. Összterülete két és félszer nagyobb Magyarországnál. Az öt tó: Felső-, Michigan-, Huron-, Erie- és az Ontario-tó. Az Erie- és az Ontario-tavat összekötő folyón alakult ki a Niagara-vízesés.
Dél-Amerika állóvizekben szegény. Egyetlen jelentős tava, a Titicaca-tó azonban a legek sorába tartozik: Földünk legmagasabban fekvő hajózható tava.

### Éghajlata
1. Hideg éghajlati övezet
- sarkvidéki öv (állandóan fagyos) – sem természetes, sem termesztett növényzete nincs
- tundra éghajlati öv – természetes növényzete a tundra növényzet; termesztett növénye nincs
- tajga éghajlat (átmenet a hideg és a mérsékelt övezet közt) – természetes növénytakarója a fenyves; nem termesztenek ezen a vidéken semmiféle növényt

2. Mérsékelt éghajlati övezet
- szubarktikus öv
- nedves kontinentális öv - (Magyarország is ebbe az övbe tartozik) – természetes növényzete a lombhullató erdő; Talaja barna erdőtalaj; búzát, árpát, kukoricát termesztenek
- száraz kontinentális öv - (Mo. keleti része ide tartozik) - természetes növényzete a lombhullató erdő; Talaja fekete mezőtalaj; gabonaféléket termesztenek
- mediterrán öv – természetes növényzete a keménylombú babér erdő; citrusféléket termesztenek itt

3. Trópusi éghajlati övezet
- monszun éghajlati öv – természetes növényzete a babér erdő; citrusféléket termesztenek
- Egyenlítői éghajlat egyenlítői öv – természetes növénytakarója az esőerdő; kávét, kakaót termesztenek
- szavanna – természetes növényzete a szavanna (füves, ligetes vagy erdős); földimogyorót és gyapotot termesztenek itt

### Élővilága
Észak-Amerika állatvilága eredetileg Európáéval, Dél-Amerikáé viszont Ausztráliáéval volt rokon. A mexikói földhíd kiemelkedése után a nagy amerikai faunacsere ezeket a különbségeket jelentősen csökkentette. A két földrész növényzete — jórészt éghajlati okokból — jóval inkább különböző maradt.

### Növényzet
Észak-Amerika az északi flórabirodalom (holarktisz, Holarktis) része. Három flóraterülete:
- pacifikus–észak-amerikai flóraterület (a Sziklás-hegység vonulatától nyugatra),
- atlantikus–észak-amerikai flóraterület és
- észak-amerikai–boreális flóraterület (a kontinens északi részén).

Tavaszi búzát az északi területeken termesztenek, a délebbre őszi búzát vetnek. Észak-Amerika délnyugati részén kaktuszok nőnek. A kaliforniai mamutfenyő a legmagasabb észak-amerikai fafajta. A kapok fa a dél-amerikai esőerdő legnagyobb fafajtája. A szavanna dél-amerikai változata a pampa.
Dél-Amerika az újvilági trópusok flórabirodalma (Neotropis). A két flórabirodalom határa az amerikai–mexikói határhoz közel húzódik.

### Állatvilág
Észak-Amerika az északi faunabirodalom (Arctogea) nearktikus faunatartománya, három faunavidékkel.
Dél- (és Közép-) Amerika területe az újvilági faunabirodalom (Neogea).
A két faunabirodalom határa a nekik megfelelő flórabirodalmakétól kissé délre húzódik.
Észak-Amerika leghíresebb és védett emlőse az amerikai bölény. Ez Észak-Amerika legnagyobb szárazföldi emlőse, amely korábban az Egyesült Államok és Kanada területén nagy csordákban élt — létszáma mára megcsappant. A grizzly medve a barnamedve észak-amerikai alfaja. A fehérfejű rétisas az USA címerállata és nemzeti madara: a feje és a farka fehér, szárnyfesztávolsága a 2 métert is eléri. A mississippi aligátor az Észak-Amerikában endemikus hüllők legnagyobbika, a jávorszarvas pedig a legnagyobb szarvasféle — nemcsak Amerikában fordul elő, de Európában és Ázsiában is. A halásznyest neve egyáltalán nem utal életmódjára, hiszen halászni nem tud, vadászata leginkább nyusztéra hasonlít. Közép-Amerika egyik endemikus faja a kubai hutia; ez a rágcsáló erős karmaival és kapaszkodófarkával nagyon ügyesen mozog az ágak között. Közép-Amerikában még él jaguár, tatu, viperagyík, vadpulyka, valamint papagájok, tukánok, majmok és flamingók. A jaguár Amerika legnagyobb macskaféléje, az emberre is veszélyes. A láma dél-amerikai háziállat. A nandu az amerikai földrész egyetlen struccalakú faja. A pekarik mind a négy ma élő faja Amerikában él. Őshonosak az USA déli államaiban, a közép-amerikai földhídon és Dél-Amerikában. Az indián őslakók az örvös pekarit és a fehérajkú pekarit jóval az európaiak érkezése előtt betelepítették Kubában, azóta a sziget faunájának részei.

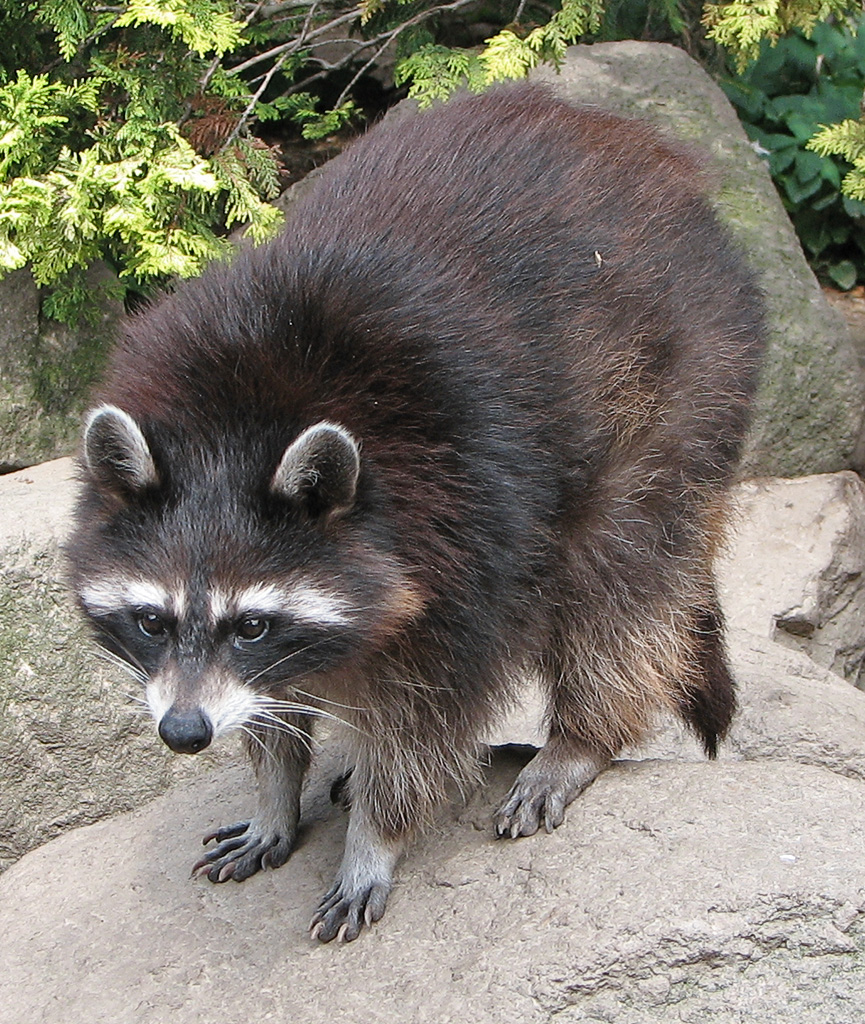
Mosómedve (Procyon lotor). A mosómedvefélék (Procyonidae) családjának összes faja ezen a kontinensen él.
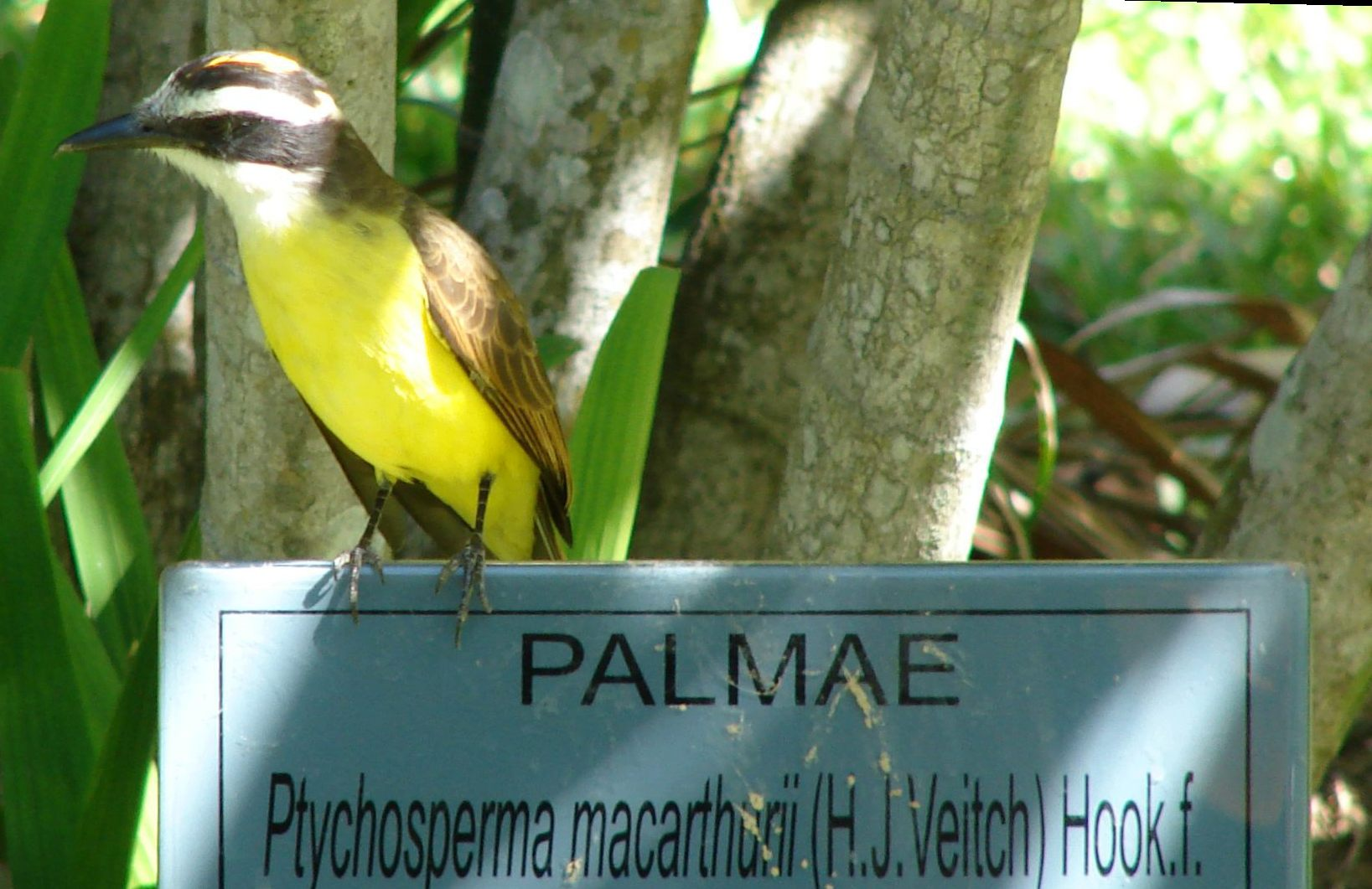
A bentévi (Pitangus sulphuratus) a királygébicsfélék (Tyrannidae) madárcsaládjába tartozik, melynek fajai csak Amerikában élnek, méghozzá az egész földrészen – kivéve a sarkvidékeken – megtalálhatóak
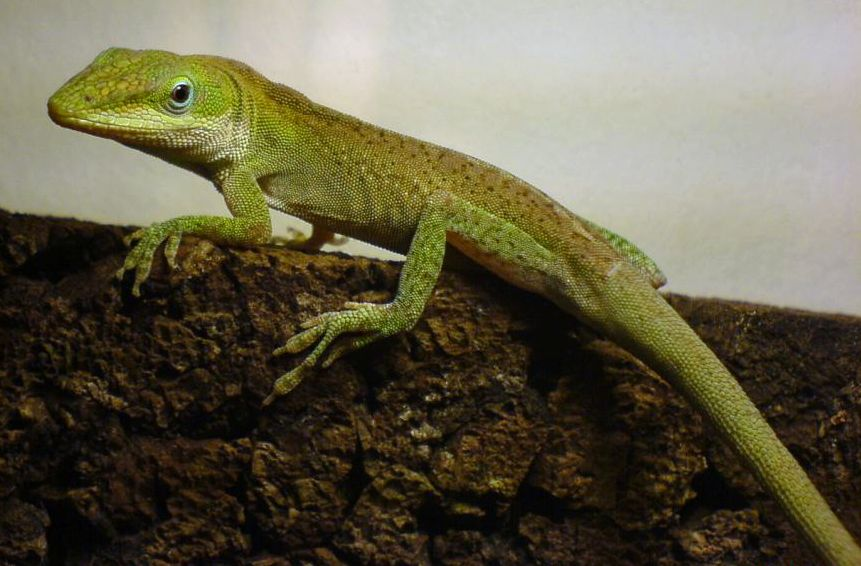
Az anoliszfélék (Polychrotidae) család fajai trópusi és szubtrópusi Amerika lakói
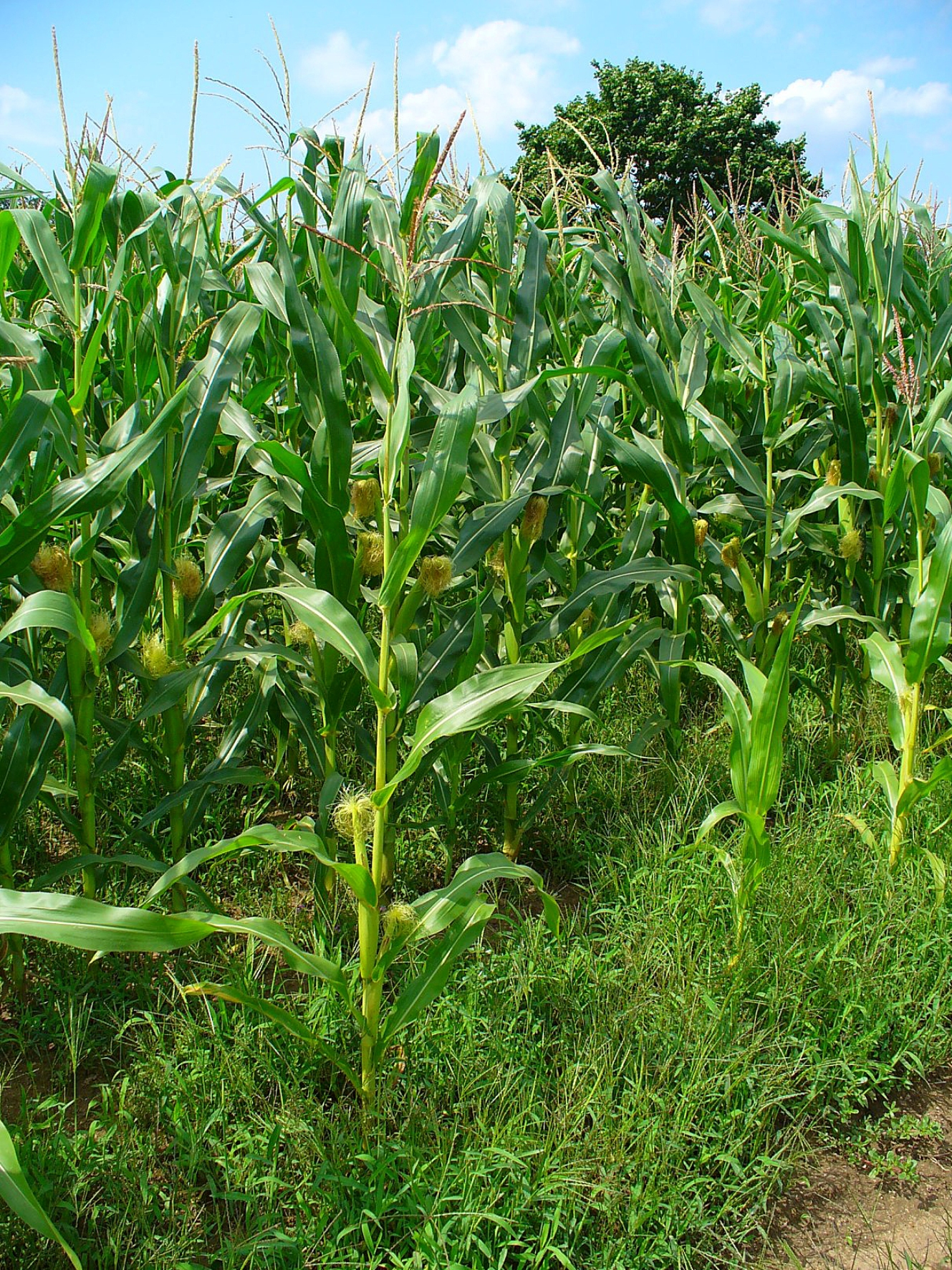
A kukorica Amerikából származó termesztett növény

## Népessége

### Demográfia
Részletes népességi adatok az Észak-Amerika országai, Dél-Amerika országai, illetve a világ fővárosai szócikkekben
Az amerikai földrész teljes népessége 2002-es adatok szerint 847 millió (1911-ben 175 millió) fő, ami a 39 millió négyzetkilométeres területét figyelembe véve 21 fő/km²-es népsűrűséget jelent. Ez természetesen rendkívül nagy eltéréseket foglal magában, hiszen míg az Amazonas őserdeiben a népsűrűség igen alacsony, Labrador pedig szinte lakatlan, Amerika egyik legnagyobb metropoliszában, New Yorkban a népsűrűség a 7000 főt is megközelíti km²-enként.

### Etnikumok

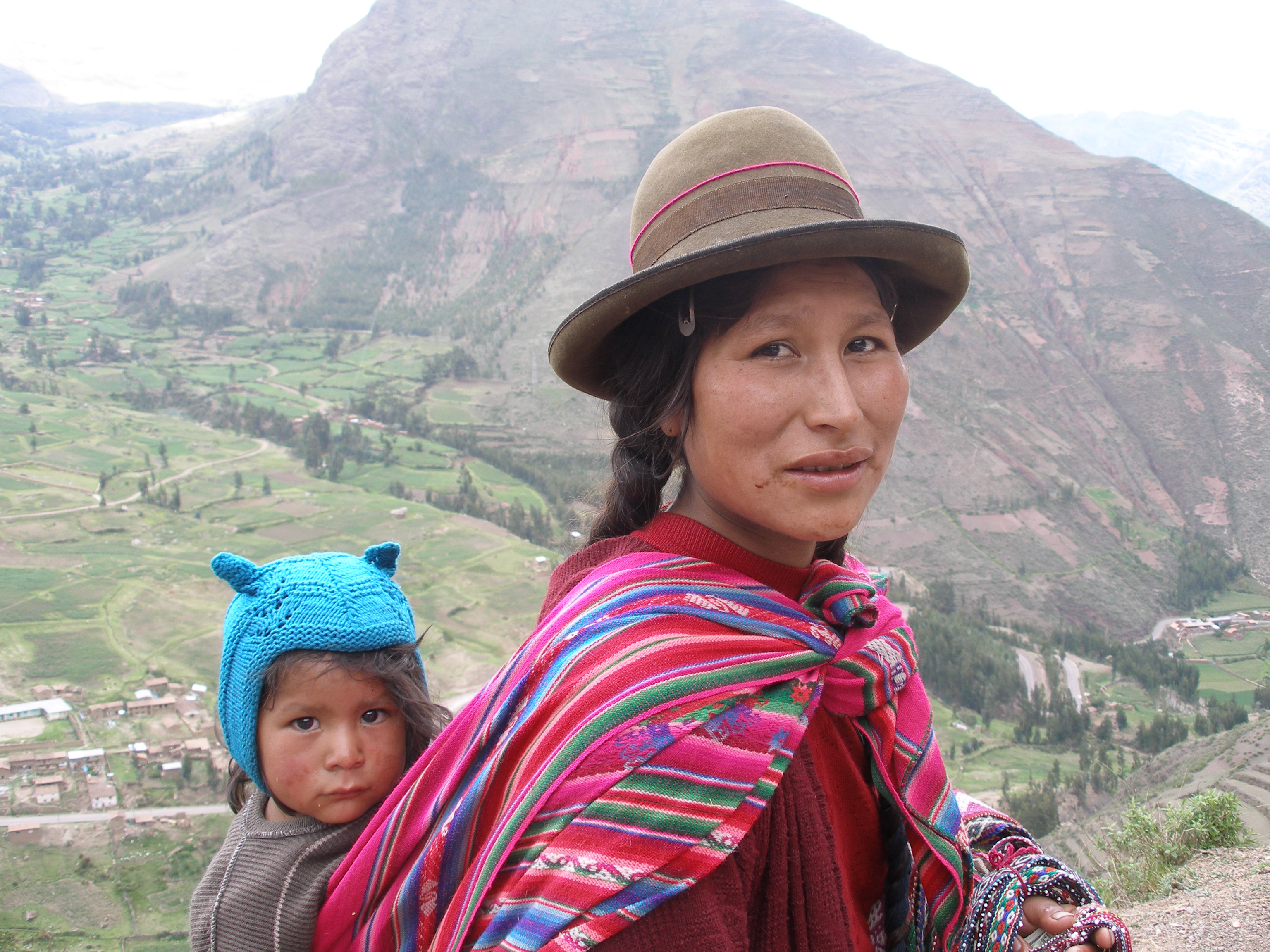
Egy perui indián asszony gyermekével.

Az amerikai földrészen az őslakosok az indiánok és az eszkimók. Ezeken túl nagy számban élnek még itt fehérek és  feketék, továbbá ázsiaiak (kínaiak, indiaiak, indonézek stb.), valamint keverék népek, mint pl. meszticek (indián+fehér), mulattok (néger+fehér) és zambók (néger+indián).

#### Magyarok
A tengerentúl az Egyesült Államokban él a legtöbb magyar.
- Amerikai (US) magyarok
- Kanadai magyarok
- Argentínai magyarság
- Brazíliai magyarok

### Vallások
A földrész többségi vallása a kereszténység, Észak-Amerika protestáns többségű, míg Latin-Amerika római katolikus többségű. A törzsi vallások körében vannak különböző indián vallások, a Karib-szigeteken van két afrikai eredetű vallás a vudu Hispaniola szigetén, a rasztafariánus Jamaica szigetén. Guyanában és Surinaméban akadnak hinduk – indiai bevándorlók - és muszlimok – indonéz bevándorlók. Izraelen kívül az Egyesült Államokban él a legtöbb zsidó.

### Nyelvek
Amerika legtöbb országában spanyolul beszélnek, Brazíliában portugálul, Észak-Amerikában zömmel angolul - Kanadában ezen túl még franciául is.
Sokan beszélik a kínait Hawaii-n, a hindit és az indonézt Guyanában és Surinaméban, a francia pedig hivatalos nyelv Francia Guyanaban.

## Országok és területek
| Ország vagy terület neve                    | Terület (km2) | Népesség    | Népsűrűség (fő per km2) | Domináns nyelvek (a hivatalos kiemelve) | Főváros               |
| ------------------------------------------- | ------------- | ----------- | ----------------------- | --------------------------------------- | --------------------- |
| Amerikai Egyesült Államok                   | 9 629 091     | 320 206 000 | 34,2                    | angol, spanyol                          | Washington, D.C.      |
| Anguilla (Egyesült Királyság)               | 91            | 13 452      | 164,8                   | angol                                   | The Valley            |
| Antigua és Barbuda                          | 442           | 86 295      | 199,1                   | kreol, angol                            | St. John's            |
| Argentína                                   | 2 766 890     | 42 669 500  | 14,3                    | spanyol                                 | Buenos Aires          |
| Aruba (Hollandia)                           | 180           | 101 484     | 594,4                   | papiamentu, spanyol, holland            | Oranjestad            |
| Bahama-szigetek                             | 13 943        | 351 461     | 24,5                    | kreol, angol                            | Nassau                |
| Barbados                                    | 430           | 285 000     | 595,3                   | Bajan, angol                            | Bridgetown            |
| Belize                                      | 22 966        | 349 728     | 13,4                    | spanyol, kreol, angol                   | Belmopan              |
| Bermuda (Egyesült Királyság)                | 54            | 64 237      | 1 203,7                 | angol                                   | Hamilton              |
| Bolívia                                     | 1 098 580     | 10 027 254  | 8,4                     | spanyol és 36 indián nyelv              | La Paz és Sucre       |
| Bonaire (Hollandia)                         | 294           | 12 093      | 41,1                    | papiamentu, spanyol, holland            | Kralendijk            |
| Bouvet-sziget (Norvégia)                    | 49            | 0           | 0                       | lakatlan sziget                         | —                     |
| Brazília                                    | 8 514 877     | 203 106 000 | 23,6                    | portugál                                | Brasilia              |
| Brit Virgin-szigetek (UK)                   | 151           | 29 537      | 152,3                   | angol                                   | Road Town             |
| Kanada                                      | 9 984 670     | 37,411,592  | 3,8                     | angol, francia                          | Ottawa                |
| Kajmán-szigetek (UK)                        | 264           | 55 456      | 212,1                   | angol                                   | George Town           |
| Chile                                       | 756 950       | 17 773 000  | 22                      | spanyol                                 | Santiago              |
| Clipperton-sziget (Franciaország)           | 6             | 0           | 0.0                     | lakatlan sziget                         | —                     |
| Kolumbia                                    | 1 138 910     | 47 757 000  | 40                      | spanyol                                 | Bogotá                |
| Costa Rica                                  | 51 100        | 4 667 096   | 89,6                    | spanyol                                 | San José              |
| Kuba                                        | 109 886       | 11 167 325  | 102,0                   | spanyol                                 | Havanna               |
| Curaçao (Hollandia)                         | 444           | 150 563     | 317,1                   | Papiamentu, holland                     | Willemstad            |
| Dominikai Közösség                          | 751           | 71 293      | 89,2                    | francia patois, angol                   | Roseau                |
| Dominikai Köztársaság                       | 48 671        | 10 378 267  | 207,3                   | spanyol                                 | Santo Domingo         |
| Ecuador                                     | 283 560       | 15 819 400  | 53,8                    | spanyol, Quechua                        | Quito                 |
| El Salvador                                 | 21 041        | 6 401 240   | 293,0                   | spanyol                                 | San Salvador          |
| Falkland-szigetek (Egyesült Királyság)      | 12 173        | 3 000       | 0,26                    | angol                                   | Stanley               |
| Francia Guyana (Franciaország)              | 91 000        | 237 549     | 2,7                     | francia                                 | Cayenne               |
| Grönland (Dánia)                            | 2 166 086     | 56 483      | 0,026                   | grönlandi, dán                          | Nuuk                  |
| Grenada                                     | 344           | 103 328     | 302,3                   | angol                                   | St. George's          |
| Guadeloupe (Franciaország)                  | 1 628         | 405 739     | 246,7                   | francia                                 | Basse-Terre           |
| Guatemala                                   | 108 889       | 15 806 675  | 128,8                   | spanyol, garifuna and 23 maja nyelv     | Guatemalaváros        |
| Guyana                                      | 214 999       | 784 894     | 3,5                     | angol                                   | Georgetown            |
| Haiti                                       | 27 750        | 10 745 665  | 361,5                   | kreol, francia                          | Port-au-Prince        |
| Honduras                                    | 112 492       | 8 555 072   | 66,4                    | spanyol                                 | Tegucigalpa           |
| Jamaica                                     | 10 991        | 2 717 991   | 247,4                   | patois, angol                           | Kingston              |
| Martinique (Franciaország)                  | 1 128         | 392 291     | 352,6                   | patois, francia                         | Fort-de-Franciaország |
| Mexikó                                      | 1 964 375     | 119 713 203 | 57,1                    | spanyol, 68 indián nyelv                | Mexico City           |
| Montserrat (Egyesült Királyság)             | 102           | 4 922       | 58,8                    | kreol angol, angol                      | Plymouth; Brades      |
| Navassa-sziget (USA / Haiti)                | 5             | 0           | 0.0                     | lakatlan sziget                         | —                     |
| Nicaragua                                   | 130 373       | 6 071 045   | 44,1                    | spanyol                                 | Managua               |
| Panama                                      | 75 417        | 3 405 813   | 45,8                    | spanyol                                 | Panama City           |
| Paraguay                                    | 406 750       | 6 783 374   | 15,6                    | Guaraní, spanyol                        | Asunción              |
| Peru                                        | 1 285 220     | 30 814 175  | 22                      | spanyol, kecsua és más indián nyelv     | Lima                  |
| Puerto Rico (USA)                           | 8 870         | 3 615 086   | 448,9                   | spanyol, angol                          | San Juan              |
| Saba (Hollandia)                            | 13            | 1 537       | 118,2                   | angol, holland                          | The Bottom            |
| Saint-Barthélemy (Franciaország)            | 21            | 8 938       | 354,7                   | francia                                 | Gustavia              |
| Saint Kitts és Nevis                        | 261           | 55 000      | 199,2                   | angol                                   | Basseterre            |
| Saint Lucia                                 | 539           | 180 000     | 319,1                   | angol, francia kreol                    | Castries              |
| Saint Martin (Franciaország)                | 54            | 36 979      | 552,2                   | francia                                 | Marigot               |
| Saint Pierre és Miquelon (Franciaország)    | 242           | 6 081       | 24,8                    | francia                                 | Saint-Pierre          |
| Saint Vincent és a Grenadine-szigetek       | 389           | 109 000     | 280,2                   | angol                                   | Kingstown             |
| Sint Eustatius (Hollandia)                  | 21            | 2 739       | 130,4                   | holland, angol                          | Oranjestad            |
| Sint Maarten (Hollandia)                    | 34            | 37 429      | 1 176,7                 | angol, spanyol, holland                 | Philipsburg           |
| Déli-Georgia és Déli-Sandwich-szigetek (UK) | 3 093         | 20          | 0,01                    | angol                                   | Grytviken             |
| Suriname                                    | 163 270       | 534 189     | 3                       | holland és mások                        | Paramaribo            |
| Trinidad és Tobago                          | 5 130         | 1 328 019   | 261,0                   | angol                                   | Port of Spain         |
| Turks- és Caicos-szigetek (UK)              | 948           | 31 458      | 34,8                    | kreol angol, angol                      | Cockburn Town         |
| Amerikai Virgin-szigetek (USA)              | 347           | 106 405     | 317,0                   | angol, spanyol                          | Charlotte Amalie      |
| Uruguay                                     | 176 220       | 3 286 314   | 19,4                    | spanyol                                 | Montevideo            |
| Venezuela                                   | 916 445       | 30 206 307  | 30,2                    | spanyol and 40 indián nyelv             | Caracas               |
| Össz.                                       | 42 320 985    | 973 186 925 | 21,9                    |                                         |                       |